# Lago Bruin
Il lago Bruin è una lanca del Mississippi, in Louisiana, situata sul territorio della parrocchia di Tensas.
Il lago è frequentato da molti pescatori e dalle famiglie, grazie alle acque chiare adatte per praticare molte attività.